# Clase Fargo
La clase Fargo fue una clase formada por dos cruceros ligeros: Fargo y Huntington. Fue una versión modificada de la clase anterior Cleveland; la principal diferencia fue una superestructura más compacta y piramidal, intentando mejorar los arcos de fuego de las armas antiaéreas. El mismo tipo de modificación recibieron las clases Baltimore y Oregon de cruceros pesados. Los cambios se hicieron para reducir la inestabilidad de la clase de cruceros ligeros Cleveland, especialmente su tendencia a escorar peligrosamente. Las torretas de la batería principal se colocaron un pie por debajo y las garitas de las ametralladoras en las alas, de 5 pulgadas, gemelas montadas en los lados de la nave, fueron bajadas a la cubierta principal. Las antiaéreas medianas de 40 mm también fueron bajadas.
En total, 13 barcos de la clase fueron proyectados pero solo se completaron dos, el Fargo y Huntington, el resto fueron cancelados en distintas fases de la construcción con el fin de la Segunda Guerra Mundial.
Fargo, la primera nave de la clase, fue botado el 25 de febrero de 1945, pero no fue puesto en servicio hasta el 9 de diciembre de 1945, poco después de que la guerra terminara. Huntington fue dado de alta poco después, en 1946. Ambos fueron dados de baja en 1949-1950, y nunca más se reactivaron.

## Unidades
| Nombre         | Número | Constructor                                              | Asignado | Destino      |
| -------------- | ------ | -------------------------------------------------------- | -------- | ------------ |
| USS Fargo      | CL-106 | New York Shipbuilding Corporation (Camden, Nueva Jersey) | 1945     | Baja en 1949 |
| USS Huntington | CL-107 | New York Shipbuilding Corporation (Camden, Nueva Jersey) | 1946     | Baja en 1949 |